# Art Tatum
Art Tatum (Arthur Tatum jr.), (Toledo, Ohio, 1909. október 13. – Los Angeles, 1956. november 5.), Grammy-díjas amerikai dzsesszzongorista, a dzsessztörténet egyik legnagyobb virtuóza.

## Életpályája
Fél szemére vakon született, és a másikra is gyengén, egyre rosszabbul látott.
1932-ben, New Yorkban készült első felvétele. Addigra már nagy feltünést keltett a város zenészei körében. Később éveken át Chicagóban játszott saját együttesével. 1938-ra, amikor Londonban lépett fel, már világhírű volt.
1943-tól főleg triókban játszott, melyekkel – többek között – Lionel Hamptonnal és Buddy Richcsel készített felvételeket.
Játékát elképesztő könnyedség és gyorsaság jellemezte. Technikáját, fantáziáját a szimfonikus muzsikusok is csodálták.
Én egy jazz-zongorista vagyok, de ma este egy Isten van a házban.

## Lemezfelvételei

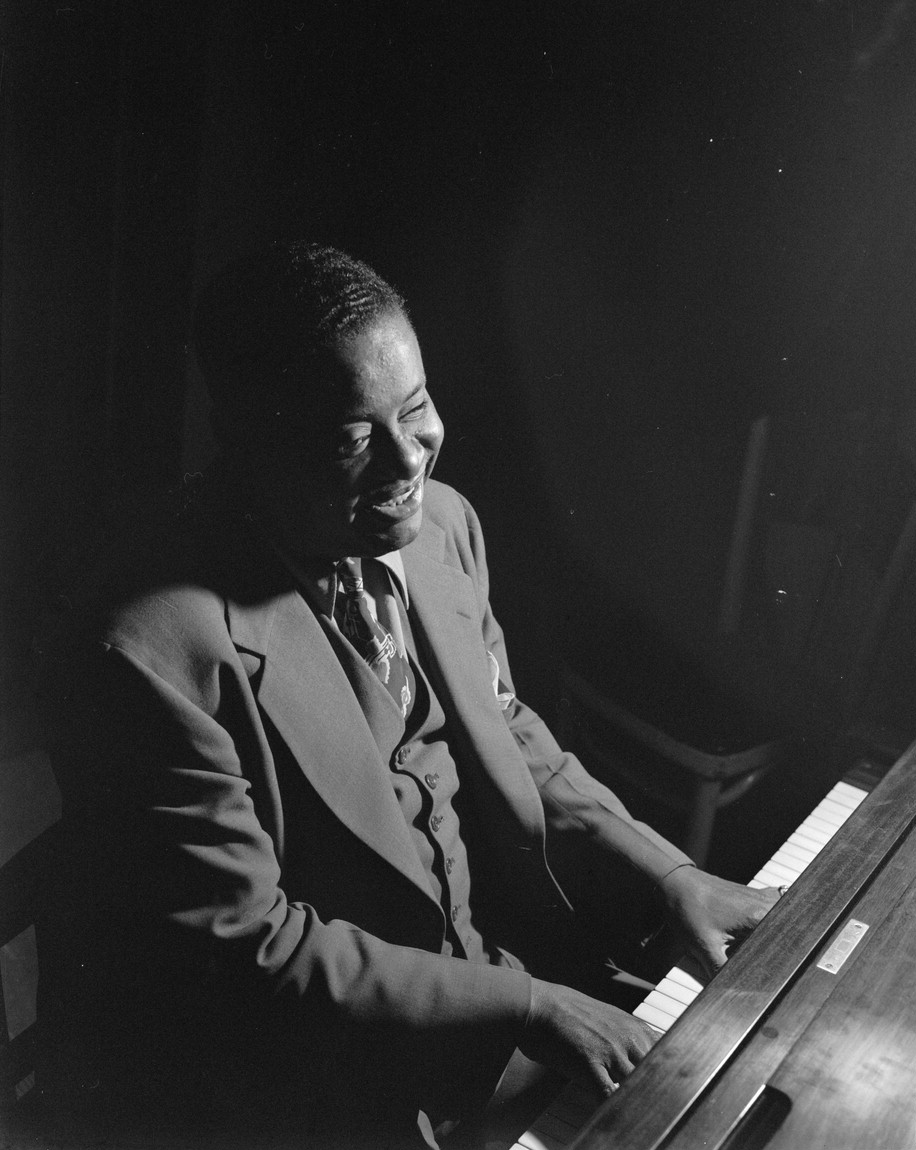